# Qattara-depressie

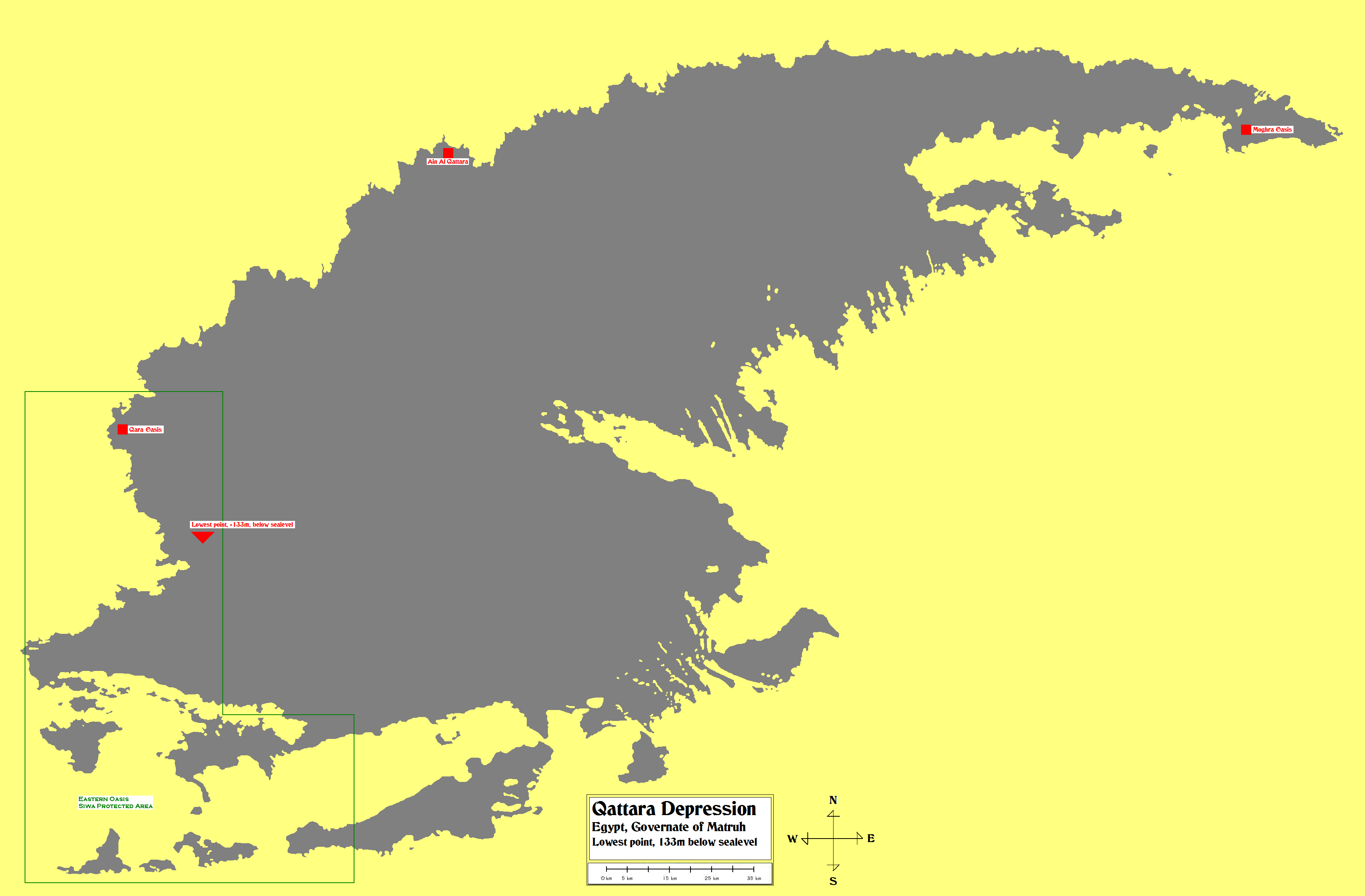
Kaart van de Qattara Depressie.
Linksonder: 28°36'30.74"N 26°14'31.08"E.
Rechtsboven: 30°31'1.74"N 29° 8'51.83"E.

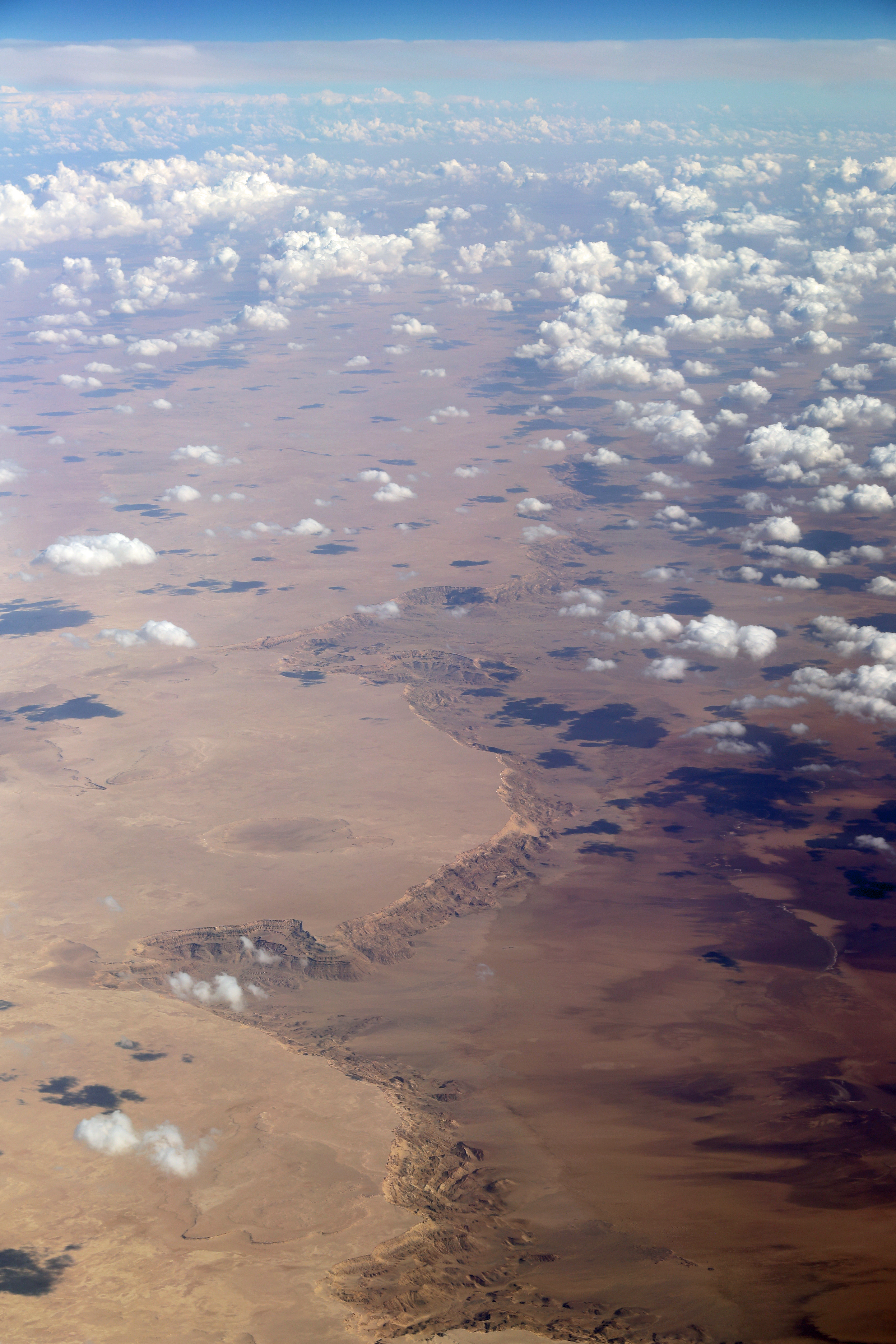
De steile noordwestrand van de Qattara-depressie; links: het El Diffa plateau.

De Qattara-depressie of Kattara-depressie (Arabisch: منخفض القطارة Munḫafaḍ al-Qaṭṭārah) is een woestijndepressie, gelegen in de Libische Woestijn in het noordwesten van Egypte in het Matruh gouvernement. Een geologische depressie is een stuk land dat lager ligt dan de omgeving. De depressie is 220 kilometer lang en maximaal 120 kilometer breed. De bodem van de depressie bestaat uit een zoutvlakte. Ongeveer 20 kilometer westelijker ligt een soortgelijke maar kleinere depressie met daarin de Siwa Oase.

## Geografie
Het laagste punt van de depressie bevindt zich op 133 meter onder zeeniveau, en is daarmee het op een na laagst gelegen punt van Afrika. Het laagste punt is het Assalmeer in Djibouti. De depressie beslaat een gebied van 18.000 km², vergelijkbaar met het Ladogameer.
De bodem van de depressie is bedekt met een laag zout. Binnen de depressie bevinden zich verschillende opgedroogde meren, welke af en toe weer vollopen bij hevige regenval. Deze droge meren beslaan 19% van het totale oppervlak van de depressie. De primaire oase in de depressie, de Moghra-oase, heeft een brakwatermeer van 4 km². Tevens bevindt zich er een rietmoeras. Binnen de depressie zijn tevens zoutmoerassen te vinden, maar deze krimpen langzaam in door zand dat door de wind naar de depressie geblazen wordt.
In het zuidwesten van de depressie bevindt zich een gebied van drasland en zacht zand. Dit gebied beslaat een oppervlak van 900 km², en omvat onder andere de wilde oases Hatiyat Tabaghbagh en Hatiyat Umm Kitabain.
Er bevindt zich in de depressie slechts een bewoonde vestiging, de Qara Oase. Deze oase in het westen van de depressie wordt bewoond door zo'n 300 bedoeïnen. Verder leven er enkele nomadenstammen waaronder de Bedoeïenen.

## Flora en fauna
Er groeien maar weinig planten in de depressie. Alleen enkele Acacia's zoals de Acacia raddiana komen er permanent voor. Deze hebben een zeer diverse biodiversiteit en zijn afhankelijk van regen- en grondwater om te overleven.
De depressie is een belangrijk thuisgebied voor het jachtluipaard. De meeste worden gezien in het noorden, westen en noordwesten van de Qattara-depressie, waaronder in de geïsoleerde wilde oases Ein EI Qattara en Ein EI Ghazzalat.
Gazellen (Gazella dorcas en Gazella leptoceros) komen ook in de Qattara-depressie voor. Zij vormen de voornaamste prooien voor de jachtluipaarden. De grootste gazellepopulatie is te vinden in het zuidwesten van de Qattara-depressie.
Tot de andere bekende fauna in de depressie behoren de Kaapse haas (Lepus capensis), de gewone jakhals (Canis aureus hupstar), de zandvos (Vulpes rueppelli) en de Fennek (Vulpes zerda). Het manenschaap kwam ooit ook veelvuldig voor in de depressie, maar is nu vrijwel verdwenen.
Uitgestorven diersoorten die ooit in de depressie leefden zijn de algazel (Oryx dammah), de addax (Addax nasomaculatus) en de Noord-Afrikaanse koe-antilope (Acelaphus buselaphus buselaphus).

## Tweede Wereldoorlog
Tijdens de Tweede Wereldoorlog werd de depressie gezien als een onneembaar stuk land voor tanks en de meeste andere militaire voertuigen. Dit was van groot belang voor de eerste en de Tweede Slag bij El Alamein. Vooral door de zoutmeren, de hoge klippen en het zeer fijne zand was de depressie een lastige hindernis voor voertuigen.
In de film Ice-Cold in Alex uit 1958 wordt de rol van de depressie in de oorlog getoond.

## Plannen
In 1957 kwam de Amerikaanse Central Intelligence Agency met het plan om de depressie onder water te laten lopen in de hoop zo een grote lagune te creëren. Deze zou, zo redeneerde de CIA, kunnen bijdragen aan het verkrijgen van vrede in het Midden-Oosten. De lagune zou immers het klimaat leefbaarder maken en veel mensen werk verschaffen. Het project werd echter nooit uitgevoerd.
Al sinds 1912 zijn er ook plannen om de Qattara-depressie te gebruiken voor het opwekken van elektriciteit. De mogelijkheden hiertoe worden nog altijd onderzocht. Onder andere het feit dat de depressie tot 133 meter onder zeeniveau ligt, heeft geleid tot plannen om een kanaal of tunnel van de Middellandse Zee of Nijl naar de depressie te graven, en hiermee een waterkrachtcentrale aan te drijven.

## Naslagwerken
- Annotations. Central University Libraries at Southern Methodist University. Vol. VI, No. 1, Spring 2004.
- Manlius, M., Menardi-Noguera, A. and Andras Zboray, A. (2003). Decline of the Barbary sheep (Ammotragus lervia) in Egypt during the 20th century: literature review and recent observations. J. Zool. (London) 259: 403–409.
- Nora Berrahmouni and Burgess, Neil (2001) Saharan halophytics (PA0905). World Wildlife Fund; online.